# Au pays du silence et de l'obscurité
Pour plus de détails, voir Fiche technique et Distribution.
Au pays du silence et de l'obscurité (en allemand : Land des Schweigens und der Dunkelheit) est un film documentaire allemand écrit, produit et réalisé par Werner Herzog, sorti en 1971.
Ce film a été présenté et récompensé au Festival du film international de Mannheim-Heidelberg (Internationales Filmfestival Mannheim-Heidelberg) dans la même année.

## Synopsis
Un regard sur Fini Straubinger, une vieille dame sourde et aveugle depuis son adolescence, et sur son travail en compagnie d'autres personnes sourdaveugles. Le film montre comment ils éprouvent des difficultés à comprendre et accepter une communauté dans laquelle ils sont quasiment isolés.

## Fiche technique
- Titre original : Land des Schweigens und der Dunkelheit
- Titre international : Land of Silence and Darkness
- Titre : Au pays du silence et de l'obscurité
- Réalisation : Werner Herzog
- Scénario : Werner Herzog
- Photographie : Jörg Schmidt-Reitwein
- Montage : Beate Mainka-Jellinghaus
- Musique : Johann Sebastian Bach et Antonio Vivaldi
- Production : Werner Herzog
- Sociétés de production : Referat für Filmgeschichte et Werner Herzog Filmproduktion
- Société de distribution : Les Films de la Marguerite (France)
- Pays d'origine : Allemagne de l'Ouest
- Langues : allemand, langue des signes allemande
- Format : Couleurs (Eastmancolor) - Mono
- Genre : Documentaire
- Durée : 85 minutes
- Date de sortie :
  -  Allemagne de l'Ouest : octobre 1971
  -  France : mai 1972 (Quinzaine des réalisateurs), 19 mars 1980 (sortie nationale)

## Distribution
- Fini Straubinger : elle-même
- Resi Mittermeier : elle-même
- M. Baaske
- Elsa Fehrer : elle-même
- Heinrich Fleischmann
- Rolf Illig : narrateur
- Vladimir Kokol

## Production
Le tournage a eu lieu à Munich en Bavière et à Hanovre en Basse-Saxe dans le Nord de l’Allemagne.

## Distinctions
Le film a été présenté au Festival du film international de Mannheim-Heidelberg où le réalisateur a été récompensé un Prix du meilleur film en octobre 1971.
Il a également été présenté à la Quinzaine des réalisateurs, en sélection parallèle du festival de Cannes 1972.